# Genderongelijkheid
Genderongelijkheid, genderbias of gendergap (gender-kloof) is de ongelijke positie van individuen gebaseerd op hun gender. De genderongelijkheid komt voort uit verschillen in de sociale genderrollen. Genderongelijkheid heeft betrekking op ongelijkheden die op talloze manieren in het dagelijks leven naar voren kunnen komen.
Genderongelijkheid bestaat al eeuwenlang. De genderongelijkheid aan het begin van de 21ste eeuw is in een separaat artikel beschreven.

## Oorzaken
Er zijn vele oorzaken voor de genderongelijkheid tussen mannen en vrouwen, zoals:
- Stereotiepe ideeën over wat vrouwelijk is en wat mannelijk is.[1][bron?]
- Roltypering door opvoeding (bijv. aanbod van genderspecifiek speelgoed) en socialisatie (bijv. verwachtingen op school van andere kinderen en docenten).
- Biologische/genetische verschillen waardoor meisjes/vrouwen andere keuzes maken dan jongens/mannen.
- Politieke ongelijkheid. Aan het begin van de twintigste eeuw hadden vrouwen nog vrijwel nergens stemrecht. In 2015 was Saudi-Arabië het laatste land waar vrouwen stemrecht kregen.[2]
- Juridische structuren. In sommige landen mogen of mochten vrouwen niet werken, of niet werken in het bijzijn van mannen.[2]
- Religieuze dogma's op grond waarvan vrouwen als minderwaardig of onrein gezien worden.

Er is geen wetenschappelijke consensus of genetische verschillen dan wel opvoedkundige of socialisatieverschillen de doorslag geven bij genderongelijkheid.

## Aangeboren verschillen in sekse
Er bestaan aangeboren (natuurlijke) verschillen tussen de seksen, die veroorzaakt worden door biologische en anatomische factoren, die in de meeste gevallen samenhangen met de verschillende rollen in de voortplanting. Biologische verschillen betreffen ook verschillen in de chromosomen en hormonen. Er bestaan ook aangeboren verschillen in de fysieke kracht tussen de seksen, aangezien mannen gemiddeld sterker zijn dan vrouwen, in het onderlijf, maar vooral in het bovenlijf.
Mannen zijn ook gemiddeld gezien langer dan vrouwen, hetgeen zowel voor- als nadelen met zich meebrengt. Vrouwen leven significant langer dan mannen, hoewel het niet duidelijk is of dat een biologisch verschil is. Het kan bijvoorbeeld ook veroorzaakt worden door verschillen in levensstijl.
Algemeen wordt aangenomen dat deze fysieke verschillen in een moderne kenniseconomie geen verklaring meer zijn voor inkomensverschillen tussen mannen en vrouwen.

## Wetgeving
In 2019 zijn er slechts zes landen waar gendergelijkheid (nagenoeg volledig) in wetgeving verankerd is. Dit zijn België, Denemarken, Frankrijk, Letland, Luxemburg en Zweden. Volgens onderzoek van de Wereldbank staat Nederland op een gedeeld twintigste plek. Saoedi-Arabië scoort op basis van de wetgeving het slechtst.

## Werk

### Inkomensongelijkheid

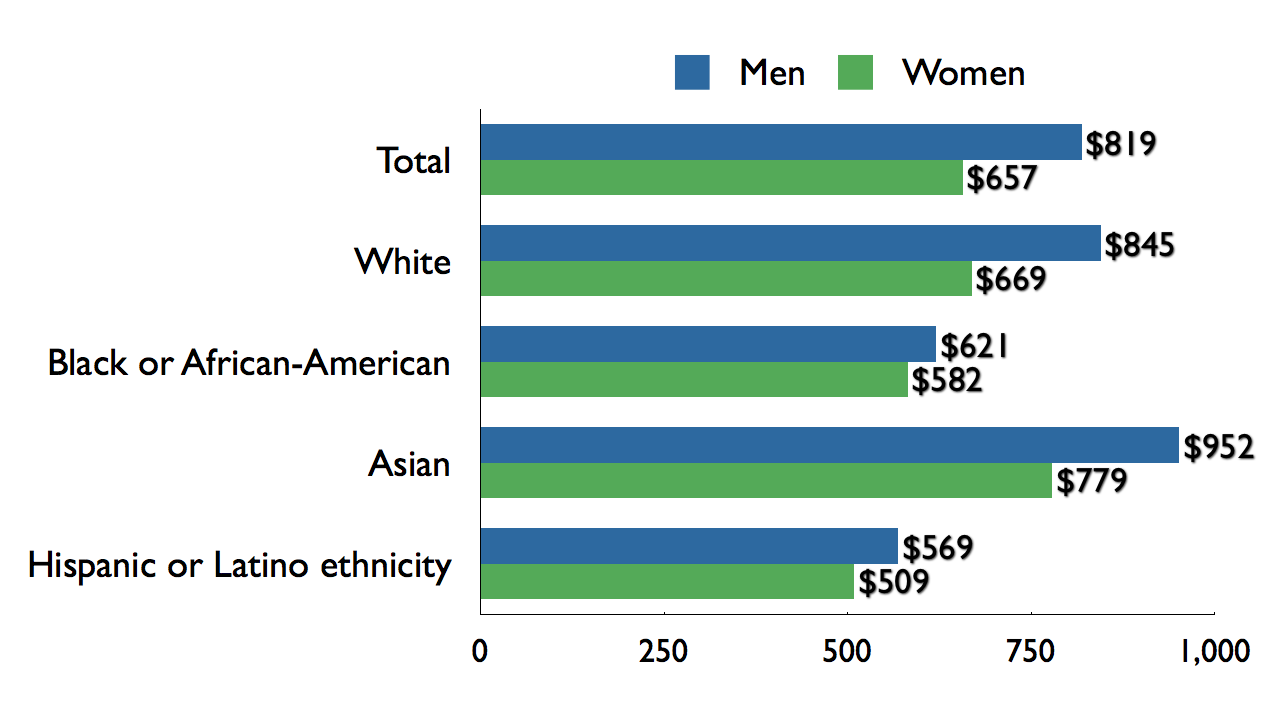
Mediaan van het inkomen per week, uitgesplitst naar sekse, ras en etniciteit, V.S. 2009. Uit deze figuur blijkt dat vrouwen in alle etnische groepen in de VS minder verdienen dan mannen

Loonongelijkheid bestaat als gelijk gekwalificeerde en hetzelfde werk uitvoerende personen een verschillend loon ontvangen. Historisch gezien hebben mannen altijd meer verdiend dan vrouwen bij een gelijke kwalificatie. In alle Europese landen verdienen vrouwen in 2019 minder dan mannen.
In Nederland verdienen in 2018 mannen ruim 17 procent meer dan vrouwen. Een deel van dit verschil kan verklaard worden. Zo onderbreken vrouwen hun loopbaan vaker, of gaan ze minder uren werken dan mannen, omdat ze voor kinderen zorgen. Ook werken vrouwen in beroepen waarin het uurloon lager is. Maar het komt ook voor dat werkgevers vrouwen, bewust dan wel onbewust, benadelen. Als oorzaak voor de loonongelijkheid tussen vrouwen en mannen werden in het verleden de verschillen in opleiding, kennis, training, ervaring, part-time werken en vaardigheden aangewezen, maar deze oorzaken zijn sterk afgenomen. Er is in Nederland (CBS, 2016) nog een vrij klein en nog steeds dalend salarisverschil tussen mannen en vrouwen bij gelijke functies en ervaring (5% bij de overheid en 7% in het bedrijfsleven) en een groter verschil in beloning in het algemeen (10% bij de overheid en 20% in het bedrijfsleven). Die grote verschillen worden voornamelijk door opleiding en het type van de beklede functies bepaald. Bij de jongere generatie verdienen vrouwen juist meer dan mannen, omdat hun opleidingsniveau hoger ligt. Bij de overheid ligt het omslagpunt bij 36 jaar en in het bedrijfsleven bij 30 jaar.
Ook in de secundaire arbeidsvoorwaarden worden mannen bevoordeeld ten opzichte van vrouwen. Mannen hebben vaker een leaseauto dan vrouwen en krijgen vaker een dertiende maand, winstdeling, provisie en een hogere onkosten- en representatievergoeding. Ook van een aandelen- of optieregeling profiteren mannen vaker.

### Opleiding en carrière
Het glazen plafond wordt nog vaak als een van de oorzaken van de loonkloof genoemd. De term glazen plafond wil zeggen dat er onzichtbare of kunstmatige barrières bestaan, zoals het zogenoemde old boys netwerk, voor vrouwen om hogerop te komen. Recent onderzoek van Mijntje Lückerath duidt er echter op dat eerder het tegenovergestelde het geval is. Vrouwen met de juiste opleiding en ervaringsachtergrond worden gemiddeld wel 4,5 respectievelijk 6 jaar jonger dan mannen in de bestuurstop resp. in de RvC opgenomen (zie Mijntje Lückerath, Female Board Index 2017); en ze komen ook aanzienlijk vaker uit het buitenland dan mannen (want daar kiezen meisjes wel voor economie en techniek!). Bedrijven willen wel vrouwen binnenhalen, maar technisch, financieel en bedrijfseconomisch opgeleide vrouwen zijn zeer schaars. En zeker van de jaargangen die nu aan de top zitten. Headhunters nemen waar [NRC] dat er voor topfuncties circa 10 keer zo veel geschikte mannen beschikbaar zijn als vrouwen. Het CBS rapporteert dat aan de harde bètastudies en bedrijfskunde slechts 24% vrouwen deelnemen, terwijl uit het Top 100 Executieves-overzicht van Managementscope (2017) blijkt dat juist die studies vereist zijn voor het bekleden van topfuncties in het bedrijfsleven.
Daarnaast krijgt in 2016 van de vrouwen op de Nederlandse arbeidsmarkt 43% te maken met mogelijke discriminatie wegens zwangerschap of pril moederschap. Dit is gebleken uit onderzoek van het College voor de Rechten van de Mens.
Microsoft liet in 12 Europese landen onderzoek doen naar de belangstelling van meisjes voor de zogeheten STEM-onderwerpen (Science, Technology, Engineering, Mathematics). Uit het in 2017 gepubliceerde onderzoek bleek dat meisjes vanaf 11-jarige leeftijd belangstelling kregen voor deze onderwerpen. De belangstelling verdween echter weer op 15-jarige leeftijd. De oorzaken hiervan zijn niet bekend, maar mogelijk speelt onder andere het ontbreken van rolmodellen van vrouwen in STEM-beroepen een rol.

### Prijzen
Uit onderzoek bleek in 2023 dat vrouwen minder vaak een wetenschapsprijs krijgen dan mannen. Het blijkt dat - indien de prijs is genoemd naar een vrouw - het aantal winnende vrouwen hoger is dan wanneer de prijs naar een man genoemd is of een neutrale naam heeft. Maar ook in dat geval is het aantal vrouwen dat de prijs wint lager dan het aantal mannen.

### Maatregelen
Er worden diverse maatregelen genomen om de genderongelijkheid op het werk te verkleinen. Zo bestaat in verschillende landen een vrouwenquotum voor bestuurders van bedrijven, zodat er meer vrouwelijke bestuurders komen. Het idee daarachter is dat vrouwen in de top van bedrijven een stimulans zal betekenen voor het verkleinen van de genderongelijkheid in het gehele bedrijf. Het blijkt dan ook uit onderzoek van de Universiteit Harvard dat minder mannelijke dan vrouwelijke bestuurders de genderongelijkheid in het bestuur van bedrijven actief willen aanpakken. 9% van de mannen wil een actieve procedure, tegenover 49 procent van hun vrouwelijke collega's.

#### Effecten van harde maatregelen
Voorstanders van harde maatregelen als een vrouwenquotum menen dat daardoor de achterstand van vrouwen (sneller) zal worden ingehaald, discriminatie wordt tegengegaan en de kwaliteit van besluitvorming in de top van organisaties zal verbeteren.
Tegenstanders wijzen erop dat als gevolg van de schaarste van geschikte topvrouwen qua opleiding en ervaring de kwaliteit in de top zal afnemen als er een dwingend quotum wordt opgelegd.
Uit Noors onderzoek uit 2018 blijkt dat het daar ingevoerde quotum een averechts effect heeft gehad op de inkomensgelijkheid van vrouwen en mannen; alleen een heel kleine elite van vrouwen heeft ervan geprofiteerd. Hoewel de manier van de besluitvorming is veranderd, is de inhoud en kwaliteit van de besluiten niet verbeterd door het grotere aantal vrouwen in de top. Waar bedrijven vooral tegenaan lopen is het vinden van gekwalificeerde vrouwen voor topfuncties.

### Sterfgevallen
Terwijl de meeste verschillen tussen genders op het werk neerkomen op een ongunstiger positie voor vrouwen geldt voor ongevallen op het werk het omgekeerde. Van de tussen 1980 en 1997 optredende sterfgevallen door ongelukken op het werk in de VS waren 93% mannen.

## Privésfeer

### Seksueel geweld
Vrouwen zijn vaker slachtoffer van seksueel geweld dan mannen. In Nederland zijn rond 2016 jaarlijks ruim 200.000 vrouwen slachtoffer van lichamelijk en seksueel geweld. 1 op de 6 meisjes is weleens gedwongen tot seksuele handelingen en naar schatting overlijden jaarlijks 60 tot 80 vrouwen aan de gevolgen van huiselijk geweld.

### Ouderschap
Volgens de niet-freudiaanse zienswijze ontwikkelen genderrollen zich gedurende de vroege jeugd. Vanaf de geboorte behandelen ouders hun dochters anders dan hun zonen, waardoor zij verschillende waarden en eigenschappen in het kind planten. Dit verschil komt bijvoorbeeld naar voren door ander speelgoed. Zo krijgen meisjes vaak vermeend vrouwelijk speelgoed, zoals poppen en jongens vermeend mannelijk speelgoed zoals auto's of speelgoedwapens. Daarentegen is bij resusapen aangetoond dat de jongen uit zichzelf al een voorkeur hebben voor vrouwelijk of mannelijk speelgoed. De verdere opleiding van de mensenkinderen speelt ook een integrale rol in het ontstaan van het genderbesef en bijbehorende normen.

### Relaties
De afgelopen decennia is de gendergelijkheid tussen mannen en vrouwen in relaties gegroeid. Maar nog steeds ligt de meeste macht in een relatie bij de man.
Uit een studie door Szymanowicz en Furnham blijkt dat ook de manier waarop mensen over zichzelf denken in termen van cultuur en intelligentie, een genderongelijkheid kent. Uit deze studie bleek dat vrouwen dachten dat als zij hun intelligentie aan een man zouden tonen, zij minder kans zouden maken als potentiële partner. Mannen waren meer geneigd om hun intelligentie met een potentiële partner te bespreken. Intelligentie wordt nog steeds gezien als een mannelijke eigenschap, dan als een eigenschap van vrouwen. Het onderzoek liet ook zien dat mannen mogelijk denken dat vrouwen met een hoog IQ andere aantrekkelijke eigenschappen missen, zoals warmte, gevoeligheid en vriendelijkheid.
De verschillen in beeldvorming zijn er mogelijk de oorzaak van dat mannen met gezinnen meer verdienen, langer leven en gelukkiger zijn dan vrijgezellen. Terwijl voor werkende vrouwen een gezin juist extra ballast betekent, die haar carrière vertraagt.
Uit statistieken is omgekeerd ook gebleken dat in de groep van hoogleraren in engineering slechts 17% van de vrouwen kinderen had, tegenover 82% van de mannen.

### Huishoudelijk werk
Hoewel er vanaf de tweede helft van de twintigste eeuw steeds meer vrouwen betaald werk doen, zijn de traditionele genderrollen nog steeds aanwezig, in elk geval in de Verenigde Staten. Vrouwen kiezen ervoor om een grotere rol te spelen in het huishouden en in de opvoeding van de kinderen.
Als gevolg daarvan werken vrouwen die ook een betaalde baan hebben ca. 18 uur per week meer in het huishouden dan mannen. Het blijkt dat moderne stellen hiervoor een rechtvaardiging proberen te vinden. Argumenten zijn dat vrouwen beter zouden zijn in huishoudelijk werk dan mannen, of dat de man een zwaardere baan heeft die een groot beroep op hem doet.

## Meten

Gender Gap Index op wereldschaal in 2013

Het World Economic Forum publiceert jaarlijks een Global Gender Gap Report om de genderongelijkheid te meten. De parameters die in deze index worden meegenomen, zijn gezondheid, opleiding, economische bijdragen en politieke activiteit. Er wordt voortgang geboekt in vrijwel alle landen, maar nog geen enkel land is erin geslaagd de genderongelijkheid geheel op te heffen. In 2015 stond IJsland bovenaan de lijst met de grootste gendergelijkheid.
De Europese Unie doet ook metingen, die resulteren in de Gender Equality Index.

## Gendergelijkheidsparadox
Opvallend hierin is wel de bevinding dat genderverschillen in zowel persoonlijkheid als beroepskeuze groter zijn in landen met meer gendergelijkheid. De Engelse term die hiervoor vaak gebruikt wordt is de gender-equality paradox. Grotere verschillen worden gevonden in Big Five-persoonlijkheidskenmerken, Duistere Driehoek-kenmerken, zelfvertrouwen, depressie, persoonlijke waarden, beroeps- en opleidingskeuzes. Dit fenomeen is schijnbaar paradoxaal omdat je zou verwachten dat de verschillen kleiner worden naarmate landen genderegalitairder worden.